# Gábor Szegő
Gábor Szegő (Kunhegyes, 20 gennaio 1895 – Palo Alto, 7 agosto 1985) è stato un matematico ungherese.

## Biografia
Nel 1919 sposò Anna Nemenyy dalla quale ebbe due figli.
Dal 1912 iniziò a studiare fisica matematica all'Università di Budapest, frequentando anche l'Università di Berlino e l'Università di Gottinga dove assistette ad alcune lezioni di Frobenius e di Hilbert.

## Opere
I lavori più importanti di Szegő sono nel campo dell'analisi matematica, delle matrici di Toeplitz e dei polinomi ortogonali.